# Banshee (програма)
Banshee (/ˈbænʃiː/) —  вільний програвач мультимедіа для Linux та інших Unix-подібних  операційних систем. Використовуючи фреймворк GStreamer, може програвати усі поширені формати аудіо та відео. Має зручні засоби для управління збірками музики та відео: створення  плейлистів, пошук, сортування, інтеграцію із  соціальною мережею Last.fm [Архівовано 3 грудня 2020 у Wayback Machine.] тощо. Синхронізовується з плеєрами iPod, Creative ZEN та багатьма іншими пристроями. Читає та записує диски аудіо CD. Може відтворювати  подкасти. Функціональність програвача можна розширити, використовуючи  плагіни.
Плеєр написаний на мові С# і вимагає для роботи установки Mono.

## Історія
Перший реліз програвача був написаний Аароном Боковером (Aaron Bockover) і вийшов 17 лютого 2005 року. З того часу до проєкту приєдналось багато інших розробників. 21 лютого 2007 року неофіційний реліз вдалося запустити під Microsoft Windows. Спочатку проєкт мав назву Sonance, але з версії 0.8.3, що вийшла 4 серпня 2005 року, його було перейменовано на Banshee. Banshee — це персонаж ірландської міфології, подібний до українських русалки чи мавки.
Banshee був програвачем за умовчанням в Ubuntu 11.04-11.10, замінивши собою Rhythmbox. Але згодом Canonical повернули Rhythmbox як стандартний плеєр.

## Можливості
Banshee використовує фреймворк GStreamer для роботи з аудіо- та відеофайлами і, таким чином, підтримуються всі поширені формати, включаючи MP3, OGG, FLAC, MPEG. Програвач має широкі можливості для керування колекцією музики та відео. Збірки музики і відео не залежать одна від одної. Для пошуку можна використовувати потужну мову пошукових запитів Xesam. Banshee може програвати і записувати диски аудіо CD. Інтегрований з програмою для запису дисків Brasero. Є функція автоматичного імпорту з носія. Програвач може синхронізовуватись з багатьма пристроями:
- iPod по протоколу DAAP.
- Creative ZEN.
- пристрої з підтримкою протоколу MTP (Media Transffer Protocol).
- Microsoft PlaysForSure.

## Плагіни
Banshee має модульну архітектуру. Офіційні  плагіни постачаються в релізі разом з ядром. До них належать:
- Audioscrobbler оновлює профіль на Last.fm [Архівовано 3 грудня 2020 у Wayback Machine.] в автоматичному режимі. Інші користувачі можуть побачити, що програється в цей час.
- Bookmarks.
- Multimedia Keys дозволяє налаштувати комбінації клавіш через GNOME.
- Metadata Searcher знаходить втрачену метаінформацію і обкладинки дисків за допомогою сервісу Musicbrainz.[5]
- Mini Mode згортає програвач у маленьке вікно з мінімумом необхідних віджетів.
- Notification Area Icon показує іконку програми у зоні сповіщення GNOME ( треї).
- Podcasting додає підтримку  подкастів.
- Radio.
- Music Recommendations автоматично шукає музику на Last.fm [Архівовано 3 грудня 2020 у Wayback Machine.], схожу на ту композицію, що в цей час програється.

Крім того, існують неофіційні плагіни.

## Helix Banshee
Helix Banshee — це версія Banshee, включена в дистрибутив SLED і доступна в OpenSUSE, що відрізняється використанням  фреймворка Helix. Робота з фреймворком GStreamer, при цьому, також можлива.